# Discogobio longibarbatus
Discogobio longibarbatus är en fiskart som beskrevs av Wu, 1977. Discogobio longibarbatus ingår i släktet Discogobio och familjen karpfiskar. Inga underarter finns listade i Catalogue of Life.